# USS Severn (1899)
O terceiro USS Chesapeake e o segundo USS Severn era um navio de três mastros, com bainha e casco de madeira, com energia a vapor auxiliar em comissão na Marinha dos Estados Unidos durante a maior parte do período entre 1900 e 1916.